# Leamsy Salazar
Leamsy José Salazar Villafaña (Caracas, Venezuela, 1974) es un ex capitán de corbeta de la Armada Nacional de Venezuela, quien también fue jefe de seguridad del presidente Hugo Chávez y de Diosdado Cabello. Salazar huyó a Estados Unidos en diciembre de 2014 con ayuda de la Administración de Control de Drogas (DEA); luego de esto, dio declaraciones a la justicia estadounidense manifestando que Diosdado Cabello es el líder de una organización narcotraficante internacional conocida como el "Cartel de los Soles", También ha sido acusado por varios personajes de la política venezolana e internacional de asesinar o envenenar al expresidente Hugo Chávez.

## Educación militar
Salazar realizó sus estudios militares en la Academia Naval de Venezuela (ahora Academia Naval Bolivariana), donde se graduó en 1998. Se especializó en tácticas marinas y, luego de su graduación como Alférez de navío, fue asignado a la base naval de Punto Fijo pasó un año de especialización en un batallón de Infantería de Marina.

## Carrera

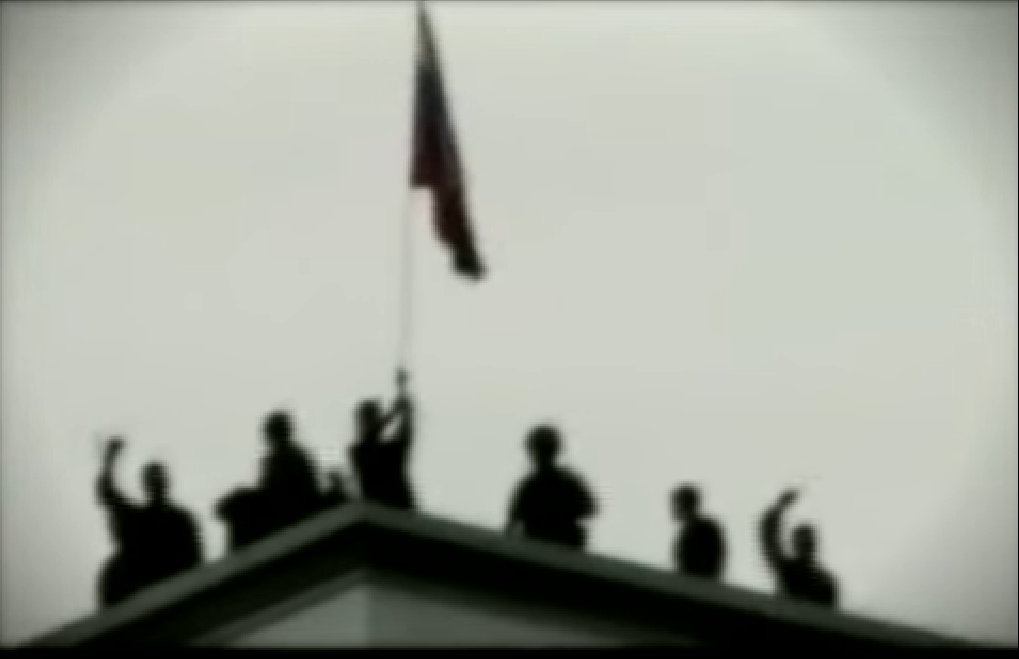
Salazar, izando la bandera venezolana después del golpe de Estado en Venezuela de 2002

### Seguridad presidencial
Cuando Hugo Chávez asumió la presidencia de Venezuela, a comienzos de 1999, Salazar estuvo entre los más prestigiosos y jóvenes oficiales de la Armada, sirviendo en la guardia de honor de Chávez. Para entonces, Salazar no solo era parte del personal de seguridad de Chávez, también era su asistente personal. Después del golpe de Estado en su contra en 2002, Chávez reconoció a Salazar como uno de sus defensores.
Después del golpe de Estado, Salazar decidió unirse a las Fuerzas Especiales de Venezuela. Luego de una demostración militar en helicóptero, realizada por Salazar en el Desfile de la Armada en 2006, Chávez volvió a reconocer a Salazar y le pidió a Jesse Chacón, entonces Ministro del Interior y Justicia, que asignara a Salazar en su equipo de seguridad, de nuevo, en el Palacio de Miraflores. Salazar fue reasignado y sirvió una vez más a la seguridad del presidente Hugo Chávez, esta vez como su jefe de seguridad, hasta su muerte por cáncer colorrectal en 2013. Después de la muerte de Chávez, Salazar se desempeñó como jefe de seguridad de Diosdado Cabello hasta su deserción en diciembre de 2014; para entonces, Cabello era el presidente de la Asamblea Nacional de Venezuela.

### Huida a Estados Unidos

#### Asistencia con la DEA
En diciembre de 2014 Salazar desertó del gobierno bolivariano, después de casi dos meses de comunicaciones con la Administración para el Control de Drogas (DEA) en Estados Unidos, debido al presunto vínculo de Diosdado Cabello con el narcotráfico internacional. Se casó  con la capitán Anabel Linares, alto cargo del Ministerio de Finanzas, en la isla Margarita y salió de Luna de miel a las Bahamas de ahí viajó a España donde pasó la Navidad en Madrid, el 26 de enero de 2015 llegó a Washington. Salazar fue colocado en el Programa de Protección a Testigos norteamericano luego de su huida a Estados Unidos, con ayuda de la División de Operaciones Especiales de la DEA, luego de las declaraciones que diera a la agencia antidrogas y a la justicia estadounidense sobre las relaciones de Cabello con el narcotráfico. Salazar ha declarado ser testigo presencial de negocios de la venta de armas y la compra de drogas durante la Semana Santa de 2007 entre Hugo Chávez y los cabecillas de FARC en una finca de Barinas, en compañía de Rafael Ramírez, ministro de energía y petróleo y de Ramón Rodríguez Chacín exministro de Interior y dueño de la finca, hubo un encuentro de Chávez con Raúl Reyes y la esposa de Iván Márquez.
Según Salazar, Cabello es el jefe actual del Cartel de los Soles, una organización dedicada al narcotráfico en Venezuela, conformada por miembros corruptos del gobierno bolivariano y de las Fuerzas Armadas venezolanas. También declaró haber escuchado a Cabello en 2013 en la península de Paraguaná, estado Falcón, dando órdenes para transportar toneladas de cocaína, mencionando que los cargamentos eran enviados desde Colombia por la antigua guerrilla de las FARC-EP a Venezuela para que, desde allí, fueran enviados a Estados Unidos y Europa con el posible apoyo de Cuba. Salazar manifestó que en las operaciones internacionales de narcotráfico estarían también involucrados otros miembros del gobierno como Tarek El Aissami y José David Cabello; este último, hermano de Diosdado.

#### Fecha de muerte de Hugo Chávez
Después que Salazar desertara a Estados Unidos, también afirmó que la fecha en la que Hugo Chávez murió, según el gobierno venezolano, es incorrecta. Con información dada por Salazar, el entonces embajador de Panamá ante la Organización de Estados Americanos (OEA); Guillermo Cochez, declaró que Salazar le dijo que Hugo Chávez murió en Cuba a las 19:32 del día 30 de diciembre de 2012, contrastando con la fecha dada por Nicolás Maduro en cadena nacional, diciendo que Chávez falleció el 5 de marzo de 2013. Esta declaración generó polémica ya que se aprobaron leyes en Venezuela, a nombre de Hugo Chávez, después de la fecha de fallecimiento dada por Salazar. La Fiscal venezolana Luisa Ortega Díaz también confirmó la fecha.